# Windows Sysinternals
Windows Sysinternals は、IT 担当者や開発者が、Windows システムやアプリケーションを管理、トラブルシューティング、および診断する際に役立つ無償の Windows トラブルシューティング ツールの総称である。

## 作者
マーク・ルシノビッチはSysinternals社の創業者で、ツールの作者である。同社はMicrosoft Corporationによって買収され、その後彼はテクニカル フェローとしてWindowsの開発に多くの助言を行っている。

## 代表的なツール
すべてのツールは公式サイト内のユーティリティ インデックス内に掲載されているが、ここではダウンロード ランキング TOP10 として紹介されているツールを代表的なツールとして紹介する。

Sysinternals のファイルおよびディスク関連のユーティリティ
- PageDefrag

市販の最適化ツールでは対応できない、ページング ファイルとレジストリ ハイブの断片化の確認と最適化。
- Process Monitor

プロセスがアクセスしているファイルやレジストリ、ネットワークに関する情報の取得。
- PsTools

ローカル システムだけでなくリモート システムも管理できる、コマンド ライン ツール集。
- AccessChk

指定したユーザーやグループがファイル、レジストリ キー、または Windows サービスに対して持つアクセス権を確認できる。

Sysinternals のプロセス関連のユーティリティ
- Sysinternals Suite

Sysinternals Suite」は「Sysinternals」のユーティリティをひとまとめにしたもの
「Microsoft Store」からも入手できるようになった。
- Process Explorer

プロセスの詳細情報を取得、タスク マネージャーの高機能版。
- AutoRuns

システムの起動時に実行されるプログラムのリスト表示、管理。レジストリで起動設定されているプログラムや読み込まれるコーデックも表示。

Sysinternals のネットワーク関連のユーティリティ
- TCPView

ネットワークの接続状況を確認するためのツールで、netstat コマンドを実行することで得られる結果をリアルタイムで取得できる。TCPView.exe はダブルクリックして実行することで利用開始可能。

Sysinternals のセキュリティ関連のユーティリティ
- RootkitRevealer

高度なルートキット検出ユーティリティ。

Sysinternals のその他のユーティリティ
- BgInfo

システムのスペックや設定情報を壁紙に表示。多数のサーバーを、画面を切り替えながら管理する場合に便利。
- BlueScreen Screen Saver

あのブルー スクリーンのスクリーンセーバー。BSOD が精巧に再現されるだけではなく、システムの起動中に表示される起動画面も再現。
- Desktops

最大で 4 つの仮想デスクトップ上でアプリケーションを整理。